# 27. listopad
27. listopad je 331. den roku podle gregoriánského kalendáře (332. v přestupném roce). Do konce roku zbývá 34 dní.

## Události

### Česko
- 1952 – Vynesením 11 rozsudků smrti a tří doživotních trestů skončil zinscenovaný soudní proces s tzv. vedením protistátního spikleneckého centra v čele s Rudolfem Slánským.
- 1989 – Sametová revoluce: Proběhla dvouhodinová generální stávka.
- 2002 – Rada České televize odvolala ředitele České televize Jiřího Balvína.

### Svět
- 1095 – Na koncilu ve francouzském Clermontu pronesl papež Urban II. emotivní řeč v níž vyzval ke křížové výpravě a „ochraně božího hrobu" v Jeruzalémě.
- 1783 – Britský fyzik John Michell informoval Královskou společnost v Londýně o vlivu gravitace na světlo a popsal poprvé černé díry ve vesmíru.
- 1815 – Polský Krakov se prohlásil svobodnou republikou.
- 1817 – Američtí vojáci zaútočili na indiánskou vesnici na Floridě, čímž započala Seminolská válka.
- 1839 – V Bostonu začal pracovat nově vzniklý statistický úřad.
- 1895 – Alfred Nobel podepsal svou poslední závěť a odkázal 31 miliónů tehdejších švédských korun na fond každoročního oceňování vědeckých a jiných zásluh, z čehož pak vznikla Nobelova cena.
- 1919 – Podepsána Smlouva z Neuilly-sur-Seine.
- 1940 – Druhá světová válka: u pobřeží Malty ve Středozemním moři se uskutečnila nerozhodná bitva u mysu Spartivento mezi britským a italským námořnictvem.
- 1942 – Druhá světová válka: francouzské námořnictvo potopilo v Toulonu většinu plavidel, aby nepadla do německých rukou.
- 2001 – Hubbleův teleskop zaznamenal sodík v atmosféře exoplanety HD 209458 b, čímž byla objevena první atmosféra planety mimo Sluneční soustavu.

## Narození

### Česko

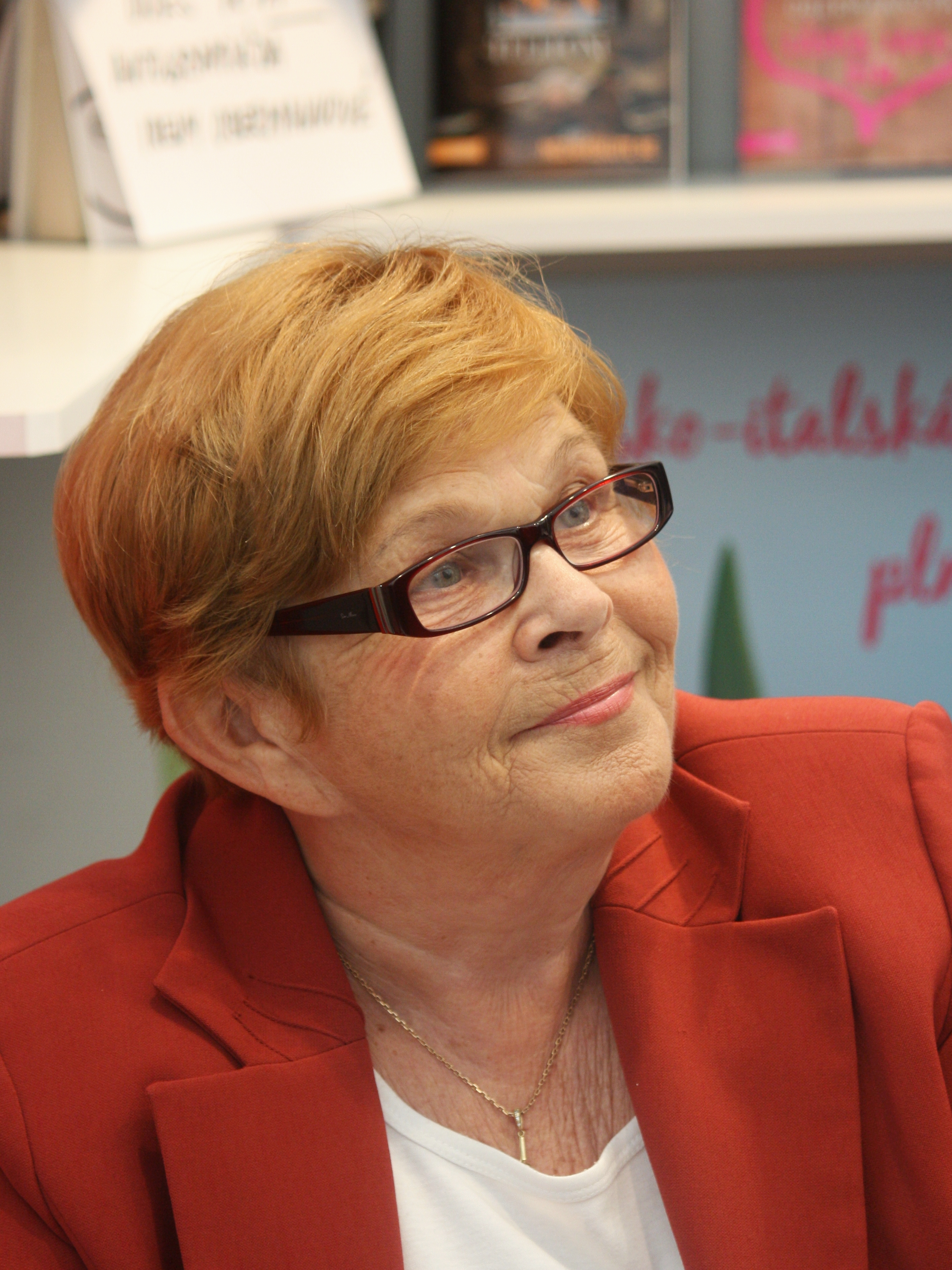
Ivanka Devátá (* 1935)

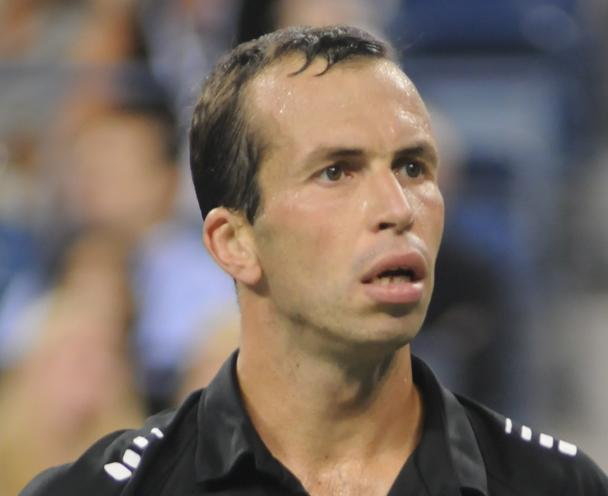
Radek Štěpánek (* 1978)

- 1691 – Josef Antonín Plánický, český zpěvák a hudební skladatel († 17. září 1732)
- 1740 – Ferdinand Kindermann, pedagog a biskup († 25. května 1801)
- 1746 – František Xaver Procházka, český malíř († 15. dubna 1815)
- 1750 – Antonín Stamic, houslista, violista a skladatel († 1800)
- 1759 – František Kramář, český hudební skladatel († 8. ledna 1831)
- 1782 – Ignác Florus Stašek, vyškovský matematik, astronom a fotograf († 1. května 1862)
- 1796 – Josef Franta Šumavský, buditel, spisovatel a lexikograf († 22. prosince 1857)
- 1812 – František Kralert, český lékař a politik († 4. července 1879)
- 1825 – Pavel Švanda ze Semčic, režisér, dramaturg, spisovatel a divadelní ředitel († 5. ledna 1891)
- 1835 – Jakub Virgil Holfeld, klavírní pedagog († 26. prosince 1920)
- 1861 – Ján Kovalik, československý básník a politik († 8. března 1950)
- 1866 – František Xaver Stejskal, kněz, profesor církevních dějin a patrologie († 25. prosince 1924)
- 1868 – Antonín Kubát, „Poslední podskalák“ († 17. července 1967)
- 1878 – Václav Freiman, československý politik († 25. července 1953)
- 1880 – František Kočí, soudce a vrchní ředitel věznice Bory († 12. dubna 1946)
- 1888 – Zikmund Jan Kapic, převor oseckého kláštera († 5. září 1968)
- 1910 – Vladimír Hellmuth-Brauner, literární historik, publicista a diplomat († 17. srpna 1982)
- 1911 – Mirko Vosátka, spisovatel, přírodovědec, skaut a vychovatel († 19. ledna 2004)
- 1922 – Jiří Holý, herec, scénograf a výtvarník († 11. listopadu 2009)
- 1923 – Stanislava Součková, operní a koncertní pěvkyně († 23. července 1997)
- 1924 – František Bílský, mistr varhanář († 11. dubna 2015)
- 1926 – Jaroslav Marek, historik († 2011)
- 1928 – Luděk Forétek, herec († 9. února 1988)
- 1929 – Vlasta Prachatická, sochařka
- 1930
  - Rudolf Fuksa, účastník protikomunistického odboje († 9. srpna 1952)
  - Jiří Hejna, účastník protikomunistického odboje († 9. srpna 1952)
- 1931 – Milan Horálek, ekonom, publicista a politik († 13. listopadu 2012)
- 1934 – Jovan Dezort, novinářský fotograf a výtvarník
- 1935 – Ivanka Devátá, česká herečka a spisovatelka
- 1942 – Vlastimil Jansa, český šachový velmistr
- 1943 – Bohuslav Vítek, český muzikolog, publicista, dramaturg a pedagog
- 1944 – Milan Kunc, český malíř
- 1945
  - Zdeněk Rosenbaum, novinář, redaktor a spisovatel
  - Natalie Venclová, česká archeoložka
- 1946 – Eduard Novák, československý hokejový útočník († 21. října 2010)
- 1949 – Václav Jamek, český spisovatel a překladatel
- 1950 – Jan Filip, český ústavní soudce
- 1951 – Aleš Klégr, český anglista – lexikolog, lexikograf, sémantik a morfolog
- 1952
  - Aleš Rozehnal, český výtvarník, galerista a politik
  - Ludmila Brynychová, členka Nejvyššího kontrolního úřadu († 8. srpna 2009)
- 1955
  - Jan Berger, fotbalista
  - Jiří Baumruk, basketbalista, trenér, sportovní funkcionář
- 1956 – Vladimír Kokolia, malíř, grafik a kreslíř
- 1961 – Roman Řehounek, dráhový cyklista
- 1967
  - Martin Minařík, horolezec († duben 2009)
  - Ivan Adamovič, spisovatel
- 1969 – Marek Najbrt, režisér
- 1974 – Petr Beneš, volejbalista
- 1978 – Radek Štěpánek, tenista
- 1985 – Jan Rotrekl, basketbalista
- 1999 – Filip Zadina, lední hokejista
- 2000 – Veronika Antošová, rychlobruslařka

### Svět

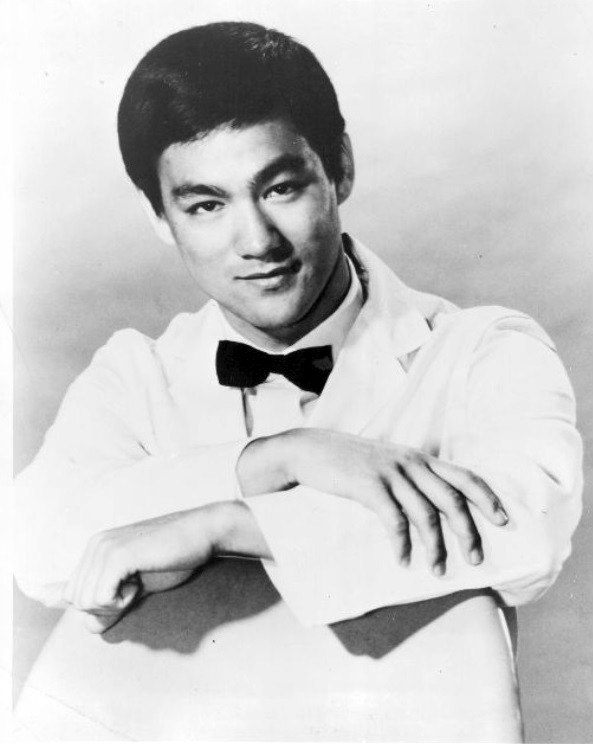
Bruce Lee (* 1940)

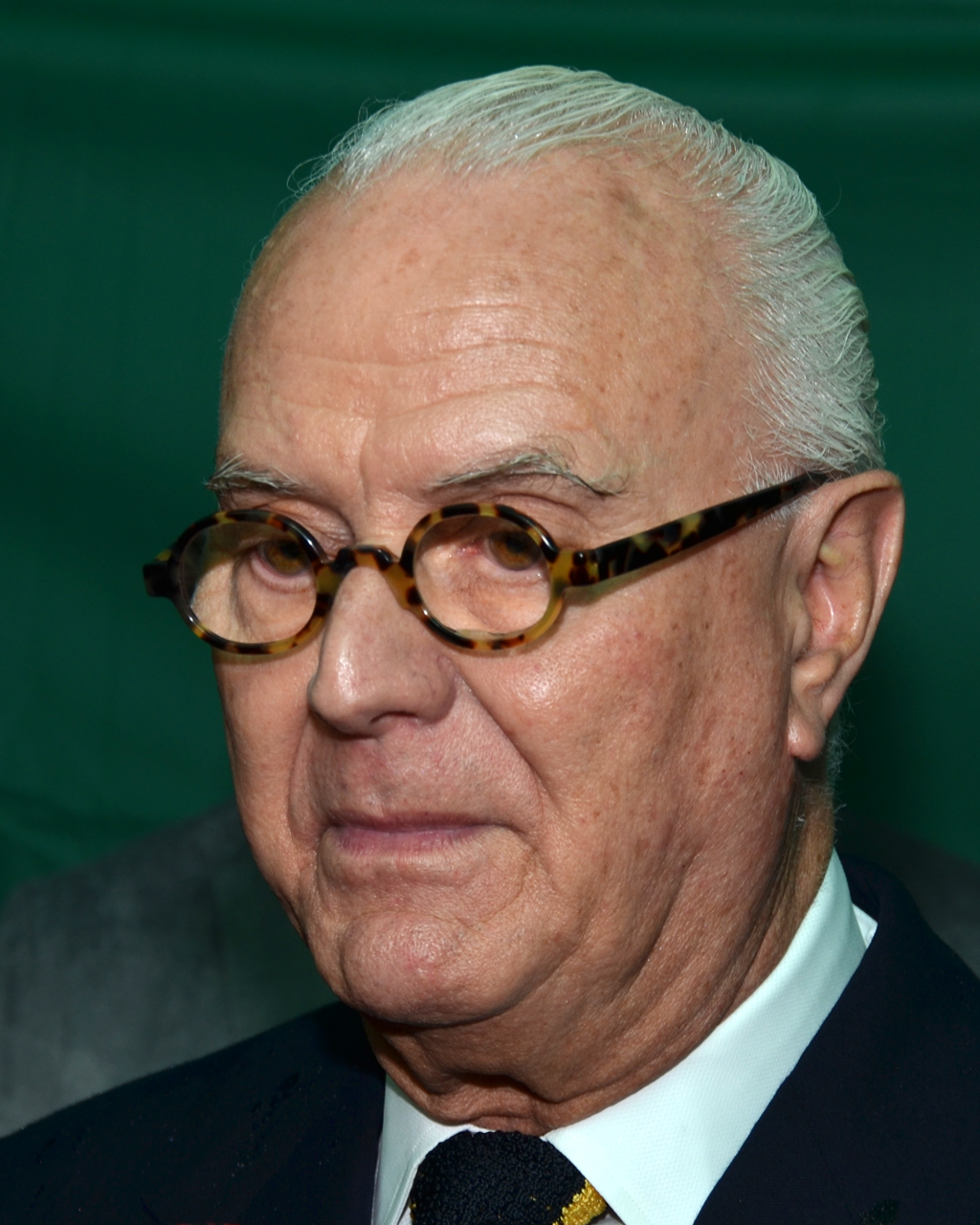
Manolo Blahnik (* 1942)

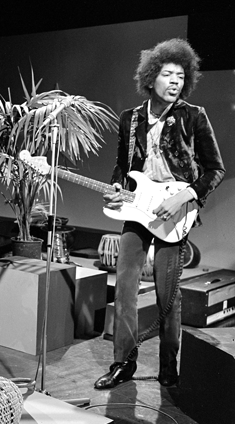
Jimi Hendrix (* 1942)

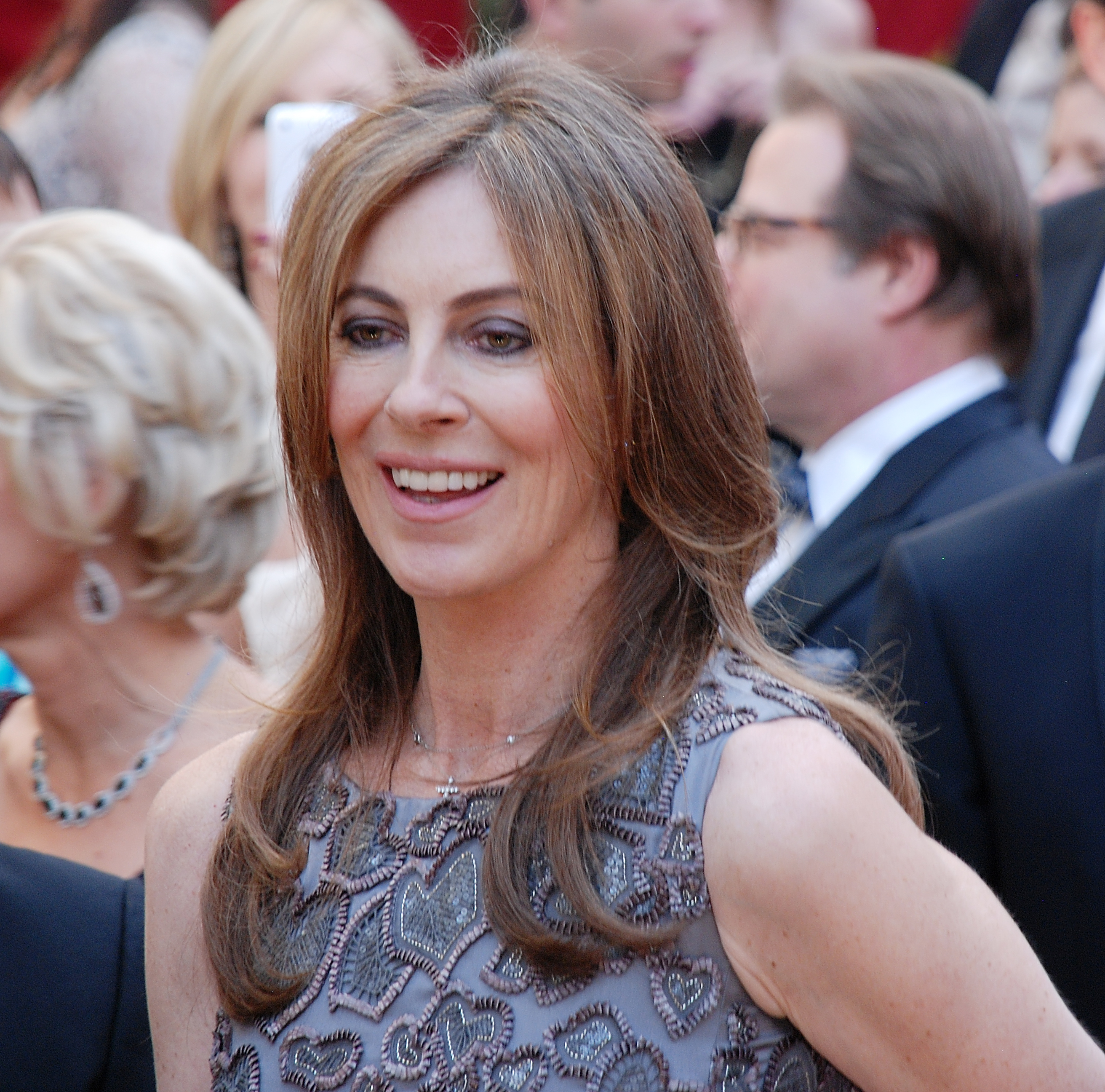
Kathryn Bigelow (* 1951)

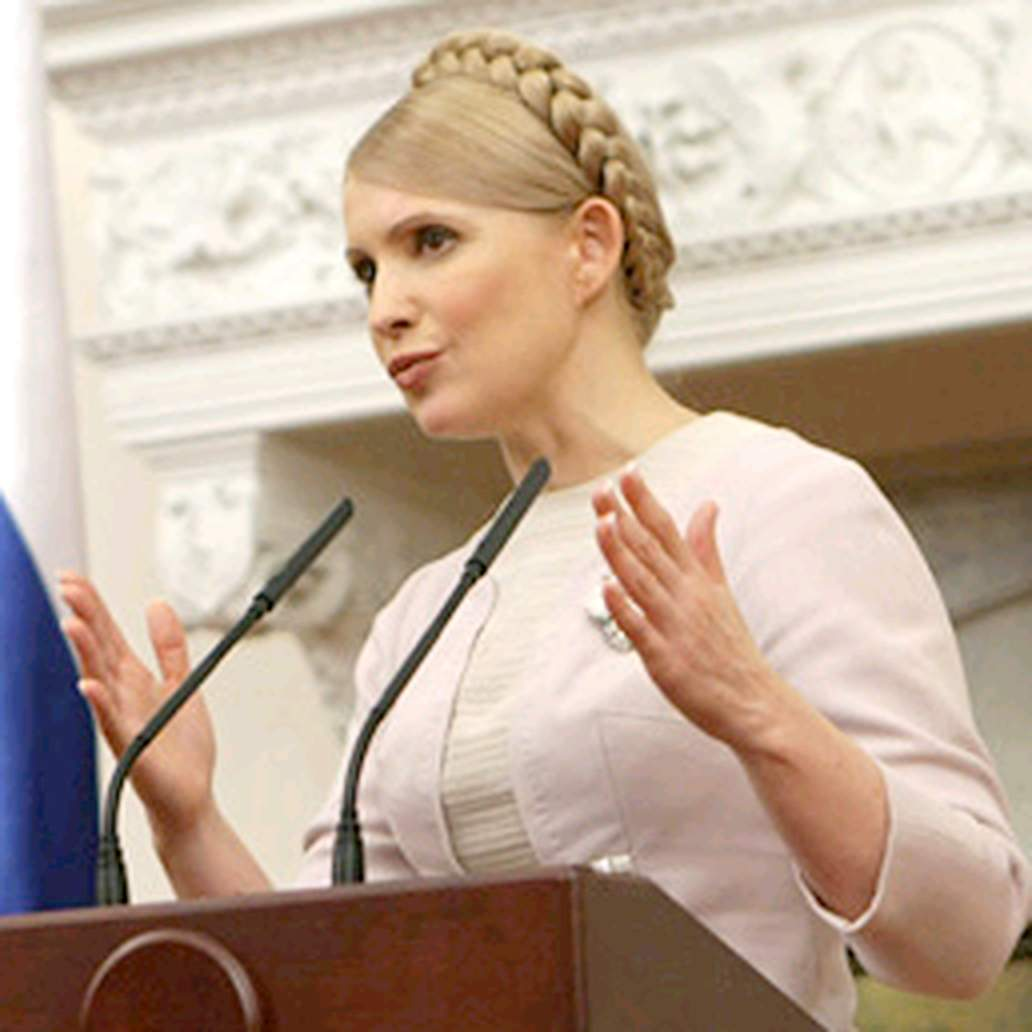
Julia Tymošenková (* 1960)

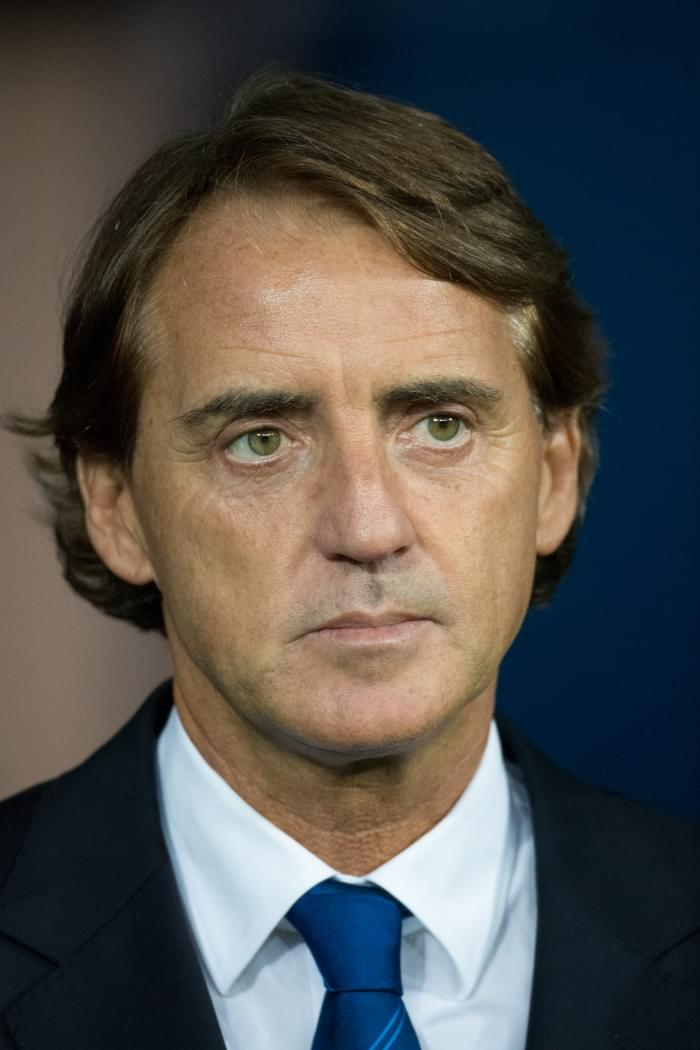
Roberto Mancini (* 1964)

- 1127 – Siao-cung, čínský císař říše Sung († 28. června 1194)
- 1380 – Ferdinand I. Aragonský, aragonský král († 2. dubna 1416)
- 1630 – Zikmund František Tyrolský, rakousko-tyrolský velkovévoda († 25. června 1665)
- 1640 – Barbara Palmerová, hraběnka z Castlemaine a vévodkyně z Clevelandu, milenka anglického krále Karla II. Stuarta († 9. října 1709)
- 1684 – Jošimune Tokugawa, osmý šógun období Edo († 12. července 1751)
- 1698 – Marie Anna z Thunu-Hohenštejna, kněžna z Lichtenštejna († 23. února 1716)
- 1701 – Anders Celsius, švédský vynálezce a astronom († 25. dubna 1744)
- 1754 – Georg Forster, německý přírodovědec († 10. ledna 1794)
- 1768 – Karolina Meineke, manželka anglického krále Viléma IV. († 31. ledna 1815)
- 1776 – Ludwig August von Fallon, rakouský generál, geodet a kartograf († 4. září 1828)
- 1814 – Áron Gábor, národní hrdina Maďarské revoluce († 2. července 1849)
- 1829 – Henri de Saussure, švýcarský mineralog a entomolog († 20. února 1905)
- 1844 – Eugène Ducretet, francouzský vynálezce († 23. srpna 1915)
- 1857 – Charles Scott Sherrington, britský lékař, nositel Nobelovy ceny za medicínu († 1952)
- 1863 – Olha Kobyljanska, ukrajinská spisovatelka († 21. března 1942)
- 1865 – Janez Evangelist Krek, slovinský politik, kněz a spisovatel († 8. října 1917)
- 1867 – Charles Koechlin, francouzský hudební skladatel († 31. prosince 1950)
- 1870 – Juho Kusti Paasikivi, prezident Finska († 14. prosince 1956)
- 1874 – Chajim Weizmann, chemik, sionistický vůdce a první prezident Státu Izrael († 9. listopadu 1952)
- 1876 – Viktor Kaplan, rakouský technik a vynálezce († 23. srpna 1934)
- 1878 – Paul Leppin, německý spisovatel († 10. dubna 1945)
- 1880 – Andrej Cvinček, československý politik slovenské národnosti († 16. května 1949)
- 1881 – Věra Weizmannová, manželka prvního izraelského prezidenta Chajima Weizmanna († 24. září 1966)
- 1885 – Liviu Rebreanu, rumunský spisovatel († 1. září 1944)
- 1889
  - Edward Cook, americký olympijský vítěz ve skoku o tyči († 18. října 1972)
  - Karel Method Klement, benediktinský mnich a oblíbený kazatel († 7. listopadu 1979)
- 1891 – Pedro Salinas, španělský spisovatel († 4. prosince 1951)
- 1897 – Vito Genovese, italsko-americký mafiánský boss († 14. února 1969)
- 1903
  - E. L. T. Mesens, belgický galerista, spisovatel, básník, malíř a hudebník († 13. května 1971)
  - Lars Onsager, norský chemik, nositel Nobelovy ceny za chemii († 5. října 1976)
- 1907 – Lyon Sprague de Camp, americký spisovatel († 6. listopadu 2000)
- 1913 – Lewis Coser, americký sociolog († 8. července 2003)
- 1915 – Alexis Vlasto, britský slavista († 20. července 2000)
- 1916 – Roderick Chisholm, americký filozof († 19. ledna 1999)
- 1921 – Alexander Dubček, československý politik († 7. listopadu 1992)
- 1922 – Olle Mattson, švédský spisovatel († 3. srpna 2012)
- 1923 – Antonie Hegerlíková, česká herečka a divadelní pedagožka († 11. prosince 2012)
- 1926 – Jiří Vala, český herec († 15. listopadu 2003)
- 1928
  - Kurt Abels, německý germanista († 4. září 2014)
  - Josh Kirby, britský ilustrátor († 23. října 2001)
- 1931 – Ja'akov Ziv, izraelský informatik
- 1932 – Benigno Aquino, filipínský politik, vůdce opozice proti diktátorovi Ferdinandovi Marcosovi († 21. srpna 1983)
- 1935 – Al Jackson, Jr., americký bubeník († 1. října 1975)
- 1936
  - Glynn Lunney, letový ředitel během programů Gemini a Apollo († 19. března 2021)
  - Philippe Sollers, francouzský spisovatel, literární teoretik, scenárista a režisér († 5. května 2023)
- 1939
  - István Kozma, maďarský zápasník, dvojnásobný olympijský šampión († 9. dubna 1970)
  - Laurent-Désiré Kabila, prezident Konžské demokratické republiky († 16. ledna 2001)
- 1940 – Bruce Lee, americký herec († 1973)
- 1941 – Eduard Sibirjakov, sovětský volejbalista († 4. ledna 2004)
- 1942
  - Manolo Blahnik, španělský módní návrhář
  - Henry Carr, americký sprinter, dvojnásobný olympijský vítěz († 29. května 2015)
  - Jimi Hendrix, americký kytarista, zpěvák a skladatel († 18. září 1970)
- 1943 – Ron Chesterman, anglický hudebník a archivář († 16. března 2007)
- 1945
  - Phil Bloom, holandská umělkyně, fotografka, konferenciérka a herečka
  - Randy Brecker, americký trumpetista
  - John Gatchell, americký jazzový trumpetista († 9. června 2004)
  - James Avery, americký herec († 31. prosince 2013)
- 1949 – Gerrit Graham, americký herec a hudební skladatel
- 1950 – Terry Bozzio, americký bubeník
- 1951
  - Kathryn Bigelow, americká filmová režisérka
  - Ivars Godmanis, předseda vlády Lotyšska
- 1952
  - Daryl Stuermer, americký kytarista a baskytarista
  - Jim Wetherbee, americký astronaut
  - Ivan Hoffman, slovenský písničkář, fotograf a samizdatový vydavatel
- 1953 – Boris Grebenščikov, ruský skladatel, textař a kytarista
- 1954 – Patricia McPherson, americká herečka
- 1957 – Caroline Kennedyová, americká spisovatelka, právnička a diplomatka
- 1960
  - Julija Tymošenková, ukrajinská ekonomka a politička
  - Nigel Marven, světoznámý britský ornitolog a producent
- 1962 – Mike Bordin, americký bubeník
- 1963 – Fisher Stevens, americký herec, režisér a filmový producent
- 1969 – Hernán Gaviria, kolumbijský fotbalista († 24. října 2002)
- 1972 – Maya Pedersenová-Bieriová, švýcarsko-norská skeletonistka
- 1974 – Parov Stelar, rakouský hudebník, producent a DJ
- 1982 – Alexandr Keržakov, ruský fotbalista
- 1983 – Professor Green, britský rapper
- 1984 – Sanna Nielsen, švédská zpěvačka
- 1988 – Miroslav Šmajda, slovenský zpěvák a finalista Česko Slovenské Superstar
- 1990 – Franco Mostert, jihoafrický ragbista
- 1991 – Alexia Runggaldierová, italská biatlonistka
- 1992 – Pak Čchan-jol, jihokorejský raper, zpěvák a model
- 1995
  - Jekatěrina Koščejevová, ruská horolezkyně
  - Roman Jaremčuk, ukrajinský fotbalista

## Úmrtí

### Česko

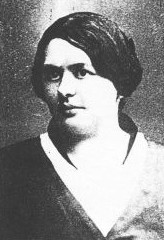
Helena Čapková († 1961)

- 1321 – Kunhuta Přemyslovna, dcera Přemysla Otakara II. (* 1265)
- 1843 – Vojtěch Benedikt Juhn, malíř (* 21. března 1779)
- 1918 – Bohumil Kubišta, malíř, grafik a výtvarný teoretik (* 21. srpna 1884)
- 1936 – Bertold Bretholz, německočeský historik (* 9. července 1862)
- 1942 – Vilém Pospíšil, bankéř a první guvernér Národní banky Československé (* 5. května 1873)
- 1955 – Vilém Kreibich, český malíř (* 6. ledna 1884)
- 1958 – Emanuel Chalupný, právník, sociolog, spisovatel a jazykovědec (* 14. prosince 1879)
- 1961 – Helena Čapková, česká spisovatelka (* 28. ledna 1886)
- 1968 – Karel Hromádka, fotbalista (* 20. června 1903)
- 1991 – Vilém Flusser, český filozof (* 20. května 1920)
- 1998 – Karel Hofman, malíř (* 14. září 1906)
- 2000
  - Eliška Nováková, lesnická zooložka a ekoložka (* 2. července 1921)
  - Miloš Konvalinka, český dirigent, skladatel a rozhlasový pracovník (* 3. ledna 1919)

### Svět

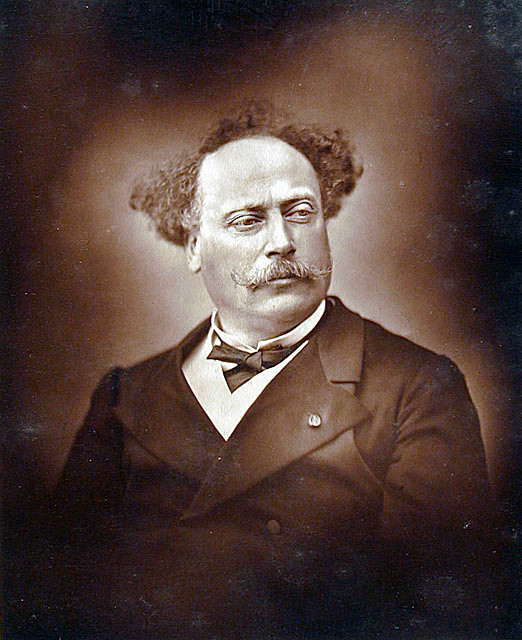
Alexandre Dumas mladší († 1895)

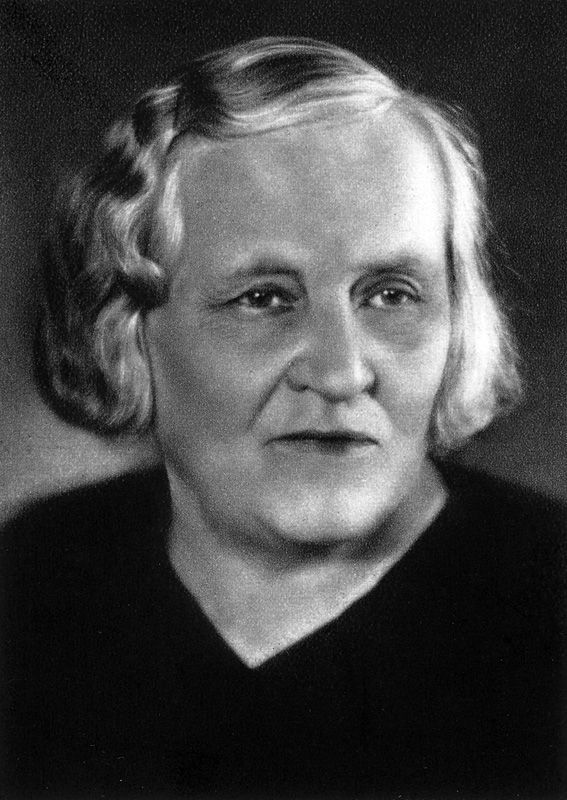
Božena Slančíková-Timrava († 1951)

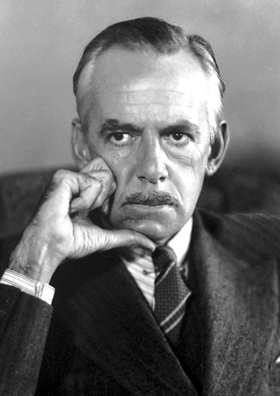
Eugene O'Neill († 1953)

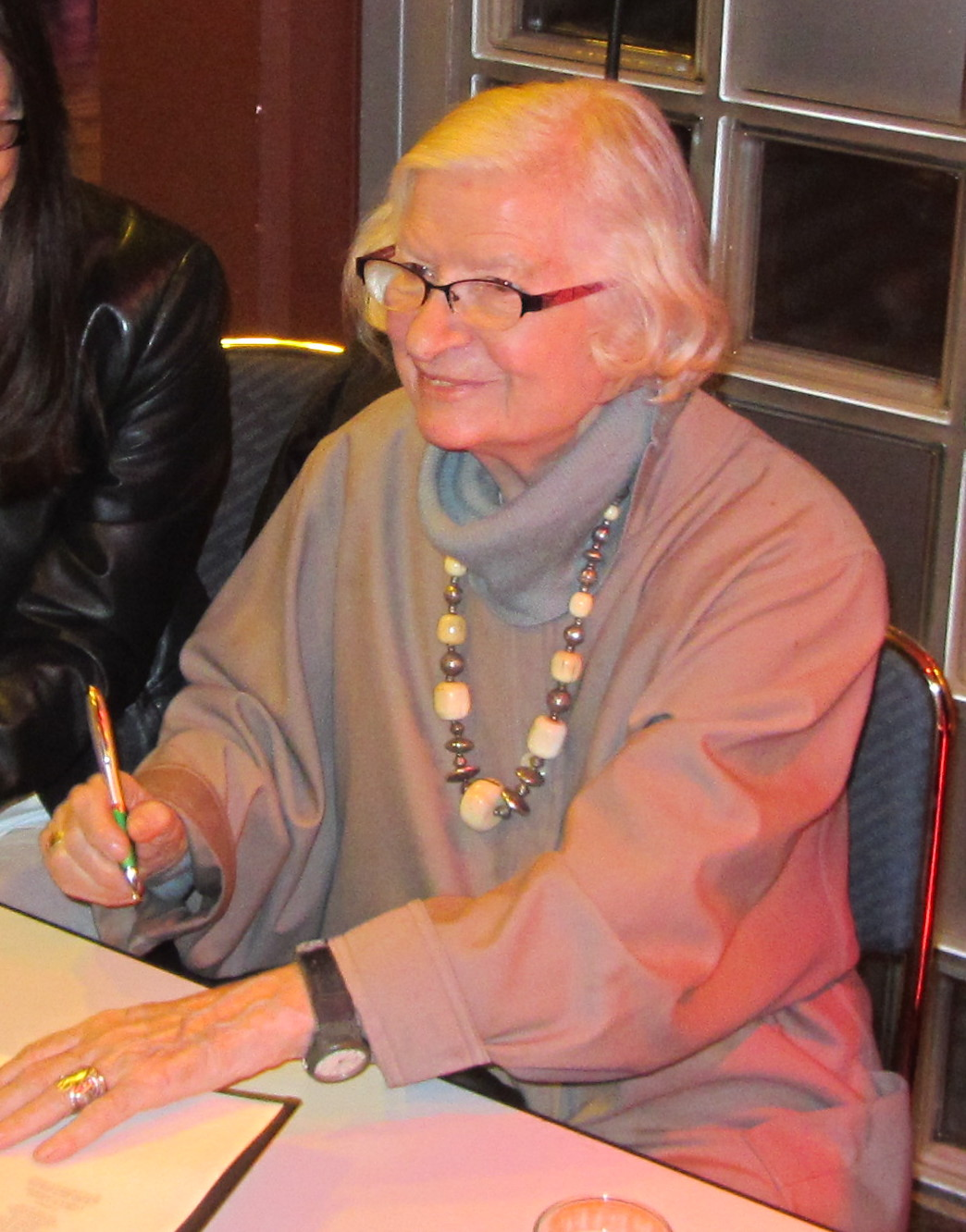
P. D. Jamesová († 2014)

- 8 př. n. l. – Quintus Horatius Flaccus, římský básník (* 8. prosince 65 př. n. l. )
- 1198 – Konstancie Sicilská (* 1154)
- 1309 – Ota IV. Braniborský, markrabě braniborský (* asi 1238)
- 1325 – Vít z Habdanku, kanovník vratislavské kapituly a nepotvrzený biskup vratislavský
- 1553 – Şehzade Cihangir, syn osmanského sultána Sulejmana I. (* 9. prosince 1531)
- 1570 – Jacopo Sansovino, italský sochař a architekt (* 2. července 1486)
- 1585 – Ambrosius Lobwasser, německý humanista, spisovatel a básník (* 4. dubna 1515)
- 1754 – Abraham de Moivre, francouzský matematik žijící větší část svého života v Anglii (* 26. května 1667)
- 1763 – Isabela Parmská, první manželka Josefa II. (* 31. prosince 1741)
- 1801 – Darja Saltykovová, ruská šlechtična a sériová vražedkyně (* 11. března 1730)
- 1810 – Francesco Giuseppe Bianchi, italský hudební skladatel. (* 1752)
- 1849 – Te Rauparaha, maorský náčelník (* 1760)
- 1852 – Ada, Lady Lovelace anglická hraběnka (* 10. prosince 1815)
- 1875 – Eugène Schneider, francouzský průmyslník (* 29. března 1805)
- 1884 – Franziska Elssler, rakouská tanečnice (* 23. června 1810)
- 1895 – Alexandre Dumas mladší, francouzský spisovatel (* 27. července 1824)
- 1916 – Émile Verhaeren, belgický básník a dramatik (* 21. května 1855)
- 1930 – Velimir Vukićević, předseda vlády Království Srbů, Chorvatů a Slovinců (* 11. července 1871)
- 1931 – David Bruce, skotský lékař, patolog a mikrobiolog (* 29. května 1855)
- 1940
  - Nicolae Iorga, rumunský historik, dramatik a básník (* 17. ledna 1871)
  - Emilio Pizzi, italský skladatel (* 1. února 1861)
- 1943 – Ivo Lola Ribar, partyzán, národní hrdina Jugoslávie (* 23. dubna 1916)
- 1945 – Josep Maria Sert, katalánský malíř (* 21. prosince 1874)
- 1947 – David Bloch Blumenfeld, druhý starosta Tel Avivu (* 1884)
- 1951 – Božena Slančíková-Timrava, slovenská spisovatelka (* 2. října 1867)
- 1952 – Štefan Bašťovanský, primátor Bratislavy, generální tajemník Komunistické strany Slovenska (* 7. února 1910)
- 1953 – Eugene O'Neill, americký spisovatel, nositel Nobelovy ceny za literaturu (* 16. října 1888)
- 1955
  - Arthur Honegger, švýcarský hudební skladatel (* 10. března 1892)
  - Robert Stöhr, československý politik německé národnosti (* 3. května 1875)
- 1958 – Walter Pach, historik umění, publicista (* 11. července 1883)
- 1966
  - Wenzel Jaksch, sudetoněmecký sociálně-demokratický politik (* 25. září 1896)
  - Zinovij Peškov, francouzský generál a diplomat ruského původu (* 16. října 1884)
- 1970 – Helene Madisonová, americká plavkyně. tři zlaté medaile na OH 1932 (* 19. června 1913)
- 1971 – Edgar Bain, americký metalurg (* 14. září 1891)
- 1983 – Semjon Děnisovič Ignaťjev, sovětský ministr státní bezpečnosti (* 14. září 1904)
- 1985 – André Hunebelle, francouzský filmový scenárista, producent a režisér (* 1. září 1896)
- 1988 – John Carradine, americký herec (* 5. února 1906)
- 1989
  - Ahmed Abdallah Abderemane, prezident Islámské federativní republiky Komory (* 12. června 1918)
  - Carlos Arias Navarro, španělský politik (* 11. prosince 1908)
- 1995 – Abdon Stryszak, polský profesor veterinárního lékařství (* 30. prosince 1908)
- 1997
  - Eric Laithwaite, anglický elektrotechnický inženýr, vynálezce (* 14. června 1921)
  - Malcolm Sheperd Knowles, americký teoretik vzdělávání dospělých (* 24. března 1913)
- 2000 – Malcolm Bradbury, anglický spisovatel (* 7. září 1932)
- 2001 – Nils-Aslak Valkeapää, sámský spisovatel, hudebník a malíř (* 23. března 1943)
- 2002 – Laurence J. Burton, americký politik (* 30. října 1926)
- 2007
  - Cecil Payne, americký saxofonista (* 14. prosince 1922)
  - Pavol Mikulík, slovenský herec (* 2. března 1944)
- 2008
  - Višvanat Pratap Singh, premiér Indie (* 25. června 1931)
  - Gide'on Gechtman, izraelský umělec, fotograf a sochař (* 17. prosince 1942)
- 2011
  - Ken Russell, anglický filmový režisér (* 3. července 1927)
  - Gary Speed, velšský fotbalista a trenér (* 8. září 1969)
- 2012 – Mickey Baker, americký kytarista (* 15. října 1925)
- 2013
  - Lewis Collins, anglický herec (* 1946)
  - Nílton Santos, brazilský fotbalista (* 16. května 1925)
- 2014
  - Stanisław Mikulski, polský herec (* 1. května 1929)
  - P. D. Jamesová, anglická spisovatelka (* 3. srpna 1920)
- 2019 – Jaegwon Kim, americký filosof korejského původu (* 12. září 1934)
- 2021 – Tor Eckhoff norský otužilec a youtuber, známý jako Apetor (* 22. listopadu 1964)

## Pohřby

### Svět
- 1991 – Freddie Mercury, skladatel, zpěvák, člen Queen (5. září 1946 – 24. listopadu 1991)

## Svátky

### Česko
- Xenie (jméno)
- Oxana
- Virgil

Katolický kalendář
- Svatý Virgil
- svátek Zjevení Panny Marie v Paříži
- Josafat z Indie

### Svět
- USA: Den díkůvzdání (je-li čtvrtek)

| 27. listopad v pražském KlementinuÚdaje jsou platné k 11. 3. 2025. | 27. listopad v pražském KlementinuÚdaje jsou platné k 11. 3. 2025. | 27. listopad v pražském KlementinuÚdaje jsou platné k 11. 3. 2025. |
| minimum                                                            | denní průměr                                                       | maximum                                                            |
| ------------------------------------------------------------------ | ------------------------------------------------------------------ | ------------------------------------------------------------------ |
| −15,1 °C (1856)                                                    | 3,7 °C (od 1961)                                                   | 15,2 °C (1872)                                                     |